# Associazione Calcio Lecco 2006-2007
Questa pagina raccoglie le informazioni riguardanti l'Associazione Calcio Lecco nelle competizioni ufficiali della stagione 2006-2007.

## Stagione
Nella stagione 2006-07 il Lecco ha disputato il girone A del campionato di Serie C2, con 60 punti ha ottenuto la seconda posizione in classifica alle spalle del Legnano con punti 61, entrambe sono state promosse in Serie C1, i lilla direttamente tornano dopo vent'anni in Serie C1, il Lecco vincendo i Play-off, nei quali hanno superato in semifinale il Bassano ed in finale il Pergocrema. A Lecco nuovo avvicendamento ai vertici societari, il nuovo presidente è Giovanni Fiori, come team manager viene confermato Angelo Battazza, confermato anche il tecnico Giuseppe Sannino. i lariani partono lenti, al termine del girone di andata con 23 punti sono a metà classifica. Nel girone di ritorno fanno meglio di tutti, con 37 punti, arrivano al secondo posto, ad un solo punto dal Legnano che sale direttamente in Serie C1. Il Lecco gioca e vince i Play-off, ritornando così in Serie C1.
Nella Coppa Italia di Serie C i celesteblù giocano il girone B di qualificazione, senza ricavarne soddisfazioni, lo vince il Varese.

## Rosa
| N. |                   | Ruolo | Calciatore            |
| -- | ----------------- | ----- | --------------------- |
|    | Italia (bandiera) | P     | Giuseppe Acerra       |
|    | Italia (bandiera) | P     | Luca Mazzoni          |
|    | Italia (bandiera) | P     | Marco Varaldi         |
|    | Italia (bandiera) | D     | Alessandro Cortinovis |
|    | Italia (bandiera) | D     | Alessio Delpiano      |
|    | Italia (bandiera) | D     | Alessandro Fusco      |
|    | Italia (bandiera) | D     | Andrea Mussoni        |
|    | Italia (bandiera) | D     | Simone Narducci       |
|    | Italia (bandiera) | D     | Andrea Riva           |
|    | Italia (bandiera) | D     | Alberto Veneruz       |
|    | Italia (bandiera) | D     | Marco Villagatti      |
|    | Italia (bandiera) | C     | Manuel Bonacina       |
|    | Italia (bandiera) | C     | Elia Chianese         |
|    | Italia (bandiera) | C     | Daniele Corti         |

| N. |                      | Ruolo | Calciatore            |
| -- | -------------------- | ----- | --------------------- |
|    | Italia (bandiera)    | C     | Fiorenzo D'Ainzara    |
|    | Italia (bandiera)    | C     | Alessandro Galli      |
|    | Italia (bandiera)    | C     | Luca Lomi             |
|    | Italia (bandiera)    | C     | Andrea Maccoppi       |
|    | Italia (bandiera)    | C     | Alessandro Marzio     |
|    | Italia (bandiera)    | C     | Mattia Mazzetti       |
|    | Italia (bandiera)    | C     | Guido Piervincenzi    |
|    | Italia (bandiera)    | C     | Riccardo Romegialli   |
|    | Italia (bandiera)    | A     | Enrico Bartolini      |
|    | Italia (bandiera)    | A     | Josè Maria La Cagnina |
|    | Italia (bandiera)    | A     | Francesco Nieto       |
|    | Argentina (bandiera) | A     | Matías Chiacchio      |
|    | Italia (bandiera)    | A     | Raffaele Passariello  |
|    | Italia (bandiera)    | A     | Francesco Apicella    |

## Risultati

### Campionato

#### Girone di andata
| Arbitro: | Tidona (Torino) |

|                |           |            |
| La Cagnina 58’ | Marcatori | 60’ Kamata |

| Arbitro: | De Toni (Schio) |

|                    |           |  |
| Della Maggiora 63’ | Marcatori |  |

| Arbitro: | Guerriero (Catanzaro) |

|                                       |           |                 |
| A. Galli 35’, 59’ (rig.) Bonacina 69’ | Marcatori | 4’, 48’ Galuppi |

| Arbitro: | Cuscito (Firenze) |

|                 |           |               |
| A. Federici 83’ | Marcatori | 2’ Villagatti |

| Arbitro: | Bo (Genova) |

|                |           |             |
| Porricelli 10’ | Marcatori | 19’ Savoldi |

| Arbitro: | Borracci (San Benedetto del Tronto) |

|  |           |                        |
|  | Marcatori | 26’ Nieto 37’ A. Galli |

| Arbitro: | Nasca (Bari) |

|                             |           |  |
| Mussoni 67’ E. Chianese 88’ | Marcatori |  |

| Arbitro: | Sguizzato (Verona) |

|           |           |                |
| Volpe 46’ | Marcatori | 60’ Villagatti |

| Arbitro: | Fatta (Palermo) |

|                       |           |             |
| Lomi 29’ Delpiano 74’ | Marcatori | 41’ Murante |

| Cuneo 5 novembre 2006 10ª giornata | Cuneo            | 0 – 0 | Lecco | Stadio Fratelli Paschiero\| Arbitro: \| Lioce (Molfetta) \| |
| Arbitro:                           | Lioce (Molfetta) |       |       |                                                             |

| Arbitro: | Pagano (Torre Annunziata) |

|                        |           |  |
| Pavesi 80’ Pirri 90+3’ | Marcatori |  |

| Arbitro: | Giardina (Palermo) |

|                                                   |           |               |
| A. Galli 20’ (rig.) Bonacina 45+1’ La Cagnina 69’ | Marcatori | 67’ Antonioni |

| Arbitro: | Gambini (Roma) |

|                     |           |               |
| Frau 3’, 39’, 90+2’ | Marcatori | 32’ Bartolini |

| Arbitro: | Zega (Fermo) |

|  |           |                   |
|  | Marcatori | 61’, 72’ Oliveira |

| Crema 10 dicembre 2006 15ª giornata | Pergocrema                  | 0 – 0 | Lecco | Stadio Giuseppe Voltini\| Arbitro: \| Santonocito (Abbiategrasso) \| |
| Arbitro:                            | Santonocito (Abbiategrasso) |       |       |                                                                      |

| Lecco 17 dicembre 2006 16ª giornata | Lecco        | 0 – 0 | Sanremese | Stadio Rigamonti-Ceppi\| Arbitro: \| Zonno (Bari) \| |
| Arbitro:                            | Zonno (Bari) |       |           |                                                      |

| Arbitro: | Vanoli (Novara) |

|               |           |              |
| Pinamonte 33’ | Marcatori | 6’ D'Ainzara |

#### Girone di ritorno
| Arbitro: | G. Stefanini (Livorno) |

|              |           |  |
| Moscelli 30’ | Marcatori |  |

| Arbitro: | Grazioli (Maniago) |

|                            |           |                      |
| Barbieri 89’, 90+3’ (rig.) | Marcatori | 65’ (rig.) Ferronato |

| Arbitro: | Fatta (Palermo) |

|              |           |                |
| Lorenzini 9’ | Marcatori | 90+3’ Delpiano |

| Arbitro: | Merchiori (Ferrara) |

|             |           |            |
| Savoldi 46’ | Marcatori | 13’ Cunico |

| Arbitro: | Branciforte (Nuoro) |

|  |           |                           |
|  | Marcatori | 65’ Bonacina 88’ Barbieri |

| Arbitro: | Magno (Catania) |

|  |           |            |
|  | Marcatori | 5’ Carfora |

| Arbitro: | Ballo (Trapani) |

|  |           |               |
|  | Marcatori | 3’ Villagatti |

| Arbitro: | Buonocore (Nichelino) |

|                    |           |  |
| Savoldi 59’ (rig.) | Marcatori |  |

| Arbitro: | Bellè (Reggio Calabria) |

|  |           |               |
|  | Marcatori | 43’ D'Ainzara |

| Arbitro: | Vallesi (Ascoli Piceno) |

|                                  |           |              |
| A. Galli 25’ Barbieri 49’ (rig.) | Marcatori | 37’ Cristini |

| Lecco 1º aprile 2007 28ª giornata | Lecco              | 0 – 0 | Bassano Virtus | Stadio Rigamonti-Ceppi\| Arbitro: \| Baracani (Firenze) \| |
| Arbitro:                          | Baracani (Firenze) |       |                |                                                            |

| Arbitro: | Pecorelli (Arezzo) |

|  |           |                                             |
|  | Marcatori | 38’ Barbieri 60’, 74’ A. Galli 90’ Bonacina |

| Arbitro: | Liotta (Caltanissetta) |

|                            |           |             |
| Cortese 82’ La Cagnina 86’ | Marcatori | 21’ Gazzola |

| Arbitro: | Barbirati (Ferrara) |

|                        |           |                                     |
| Troianiello 60’ (rig.) | Marcatori | 21’ (rig.) Savoldi 90+4’ La Cagnina |

| Arbitro: | Vuoto (Livorno) |

|             |           |                |
| A. Galli 4’ | Marcatori | 16’ A. Marconi |

| Arbitro: | Didato (Agrigento) |

|                 |           |                             |
| D. Federici 78’ | Marcatori | 21’ La Cagnina 58’ A. Galli |

| Arbitro: | Taverna (Taurianova) |

|                              |           |            |
| A Galli 45+1’ Villagatti 77’ | Marcatori | 2’ Scaglia |

### Play-off

#### Semifinali
| Bassano del Grappa 27 maggio 2007 Andata | Bassano Virtus       | 0 – 0 | Lecco | Stadio Rino Mercante\| Arbitro: \| Palazzino (Ciampino) \| |
| Arbitro:                                 | Palazzino (Ciampino) |       |       |                                                            |

| Arbitro: | Marrocco (Pisa) |

|                            |           |           |
| Bonacina 71’ Savoldi 90+2’ | Marcatori | 84’ Cesca |

#### Finali
| Arbitro: | Barbirati (Ferrara) |

|  |           |             |
|  | Marcatori | 67’ Savoldi |

| Arbitro: | Pinzani (Empoli) |

|                |           |             |
| Villagatti 17’ | Marcatori | 69’ Florean |

### Coppa Italia di Serie C

#### Girone B
| Arbitro: | Metelli (Brescia) |

|             |           |  |
| Savoldi 52’ | Marcatori |  |

| Arbitro: | Andolfatto (Bassano del Grappa) |

|               |           |          |
| Villagatti 3’ | Marcatori | 64’ Masi |

| Arbitro: | Ferrandini (Sondrio) |

|                     |           |  |
| Arrigoni 17’ (rig.) | Marcatori |  |

| Arbitro: | Pizzi (Saronno) |

|  |           |                            |
|  | Marcatori | 37’ Germinale 76’ Polonini |

| Arbitro: | Manera (Castelfranco Veneto) |

|                       |           |             |
| La Cagnina 34’ (rig.) | Marcatori | 73’ Colosio |